# Anna Burke
Pour les articles homonymes, voir Burke.
Anna Burke, née le 1er janvier 1966 à Melbourne (Australie), est une femme politique australienne. Membre du Parti travailliste, elle est députée depuis 1998 et présidente de la Chambre des représentants entre 2012 et 2013.

## Sources
- (en) Cet article est partiellement ou en totalité issu de l’article de Wikipédia en anglais intitulé « Anna Burke » (voir la liste des auteurs).